# Ultimo Live Stadi 2023
Ultimo Live Stadi 2023 è il primo EP del cantautore italiano Ultimo, pubblicato il 21 luglio 2023 dalla Ultimo Records.

## Descrizione
L'EP contiene cinque brani live dell'album Alba con l'aggiunta dell'inedito Paura mai ed è stato registrato durante le date del tour Ultimo Stadi 2023 - La favola continua.

## Tracce
Testi e musiche di Niccolò Moriconi.
1. Paura mai – 3:48
2. Alba - Live Stadi 2023 – 4:29
3. Nuvole in testa - Live Stadi 2023 – 3:12
4. Ti va di stare bene - Live Stadi 2023 – 4:11
5. Vivo per vivere - Live Stadi 2023 – 4:00
6. Sono pazzo di te - Live Stadi 2023 – 3:57